# Dolmen de Cauquenas
Le dolmen de Cauquenas, appelé aussi dolmen du Cat de la Garde, est un dolmen situé sur le causse de Sauveterre, sur le territoire de la commune de La Malène, dans le département de la Lozère en France.

## Description
Le dolmen comporte une chambre rectangulaire ouvrant à l'est. Extérieurement, seule la table de couverture est visible, émergeant d'un cairn de 15 m de diamètre et 1,50 m de haut. La table de couverture est massive (3,35 m de long sur 2,63 m de large et 0,35 m d'épaisseur) avec un poids estimé à 8 tonnes. L'orthostate côté nord mesure 2,20 m de long mais il est brisé en deux parties et celui du côté sud ne mesure plus que 1,30 m de long avec probablement une partie manquante.  Le poids de la couverture et la faible épaisseur (7 et 14 cm) des deux supports sont probablement responsables de cet état.

## Matériel archéologique
Le résultat des fouilles menées par le docteur Prunières en 1884 demeure inconnu en dehors de la mention par celui-ci de la découverte d'une pendeloque de forme circulaire qu'il estimait éventuellement avoir été taillée dans un fragment de crâne humain. En 1980, l'examen anthropologique de l'objet a confirmé qu'il s'agissait bien d'un prélèvement de cette nature, probablement effectué par sciage sur un individu décédé.